# 兩棲

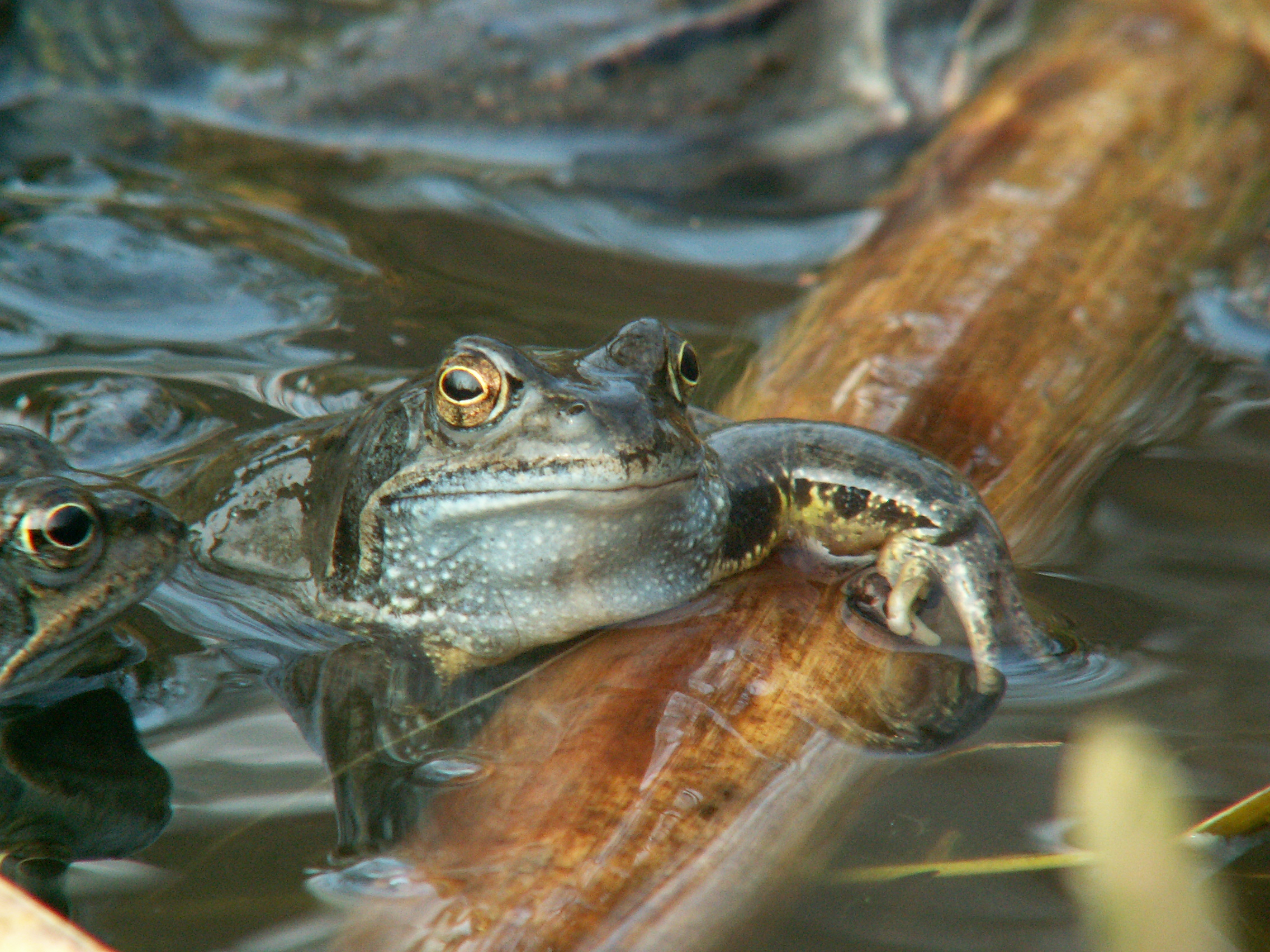
林蛙是欧洲最常见的半水生动物之一

兩棲或半水生（英語：semiaquatic）在生物学和环境科学中指生命中在水域和陆地生态系统中都有栖息的物种，包括各类可平时交替生活于水体和陆地之间的动物（如两栖动物、两栖鱼类、水鸟、海洋爬行动物、鳍足类海洋哺乳动物、一些甲壳类和软体动物）和部分生命阶段（比如卵或幼体）完全在水中渡过的陆生动物（比如许多昆虫），以及各类生长在水体边缘可以忍耐根部被浸泡的湿地陆生植物和不完全被水浸没的挺水性与浮叶性水生植物。

## 半水生动物

### 脊椎动物

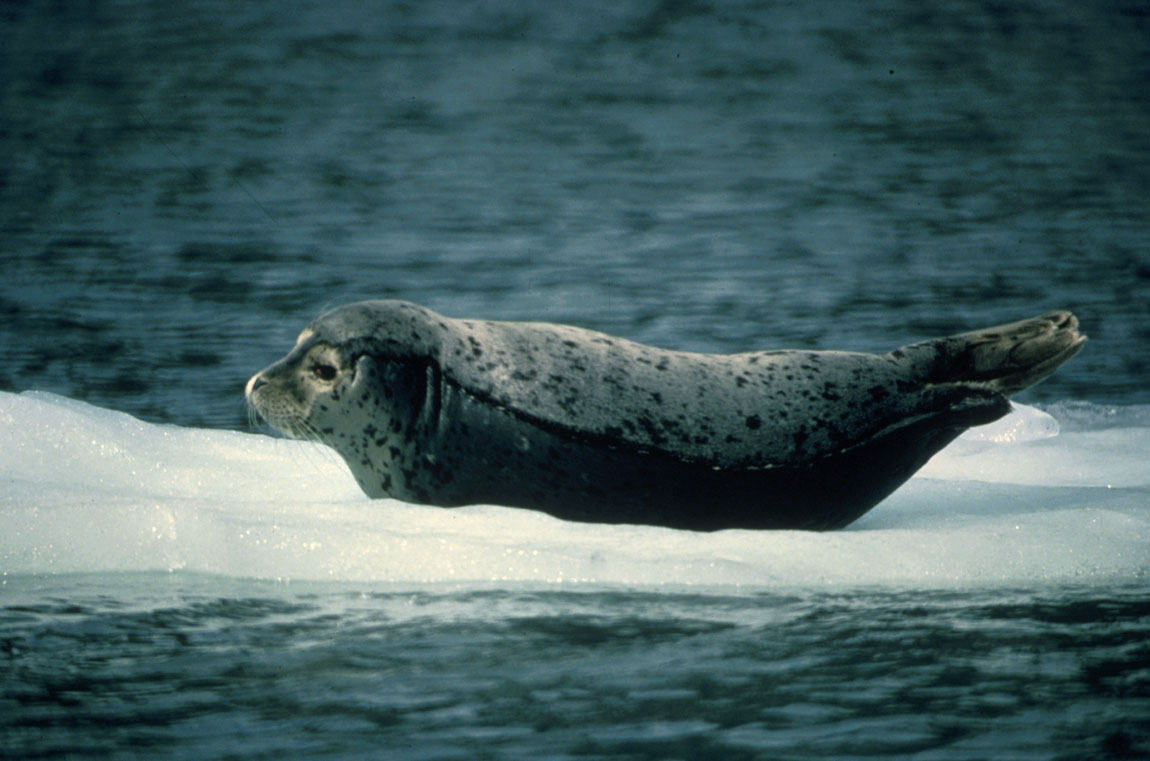
海豹是一种常见的两栖哺乳动物

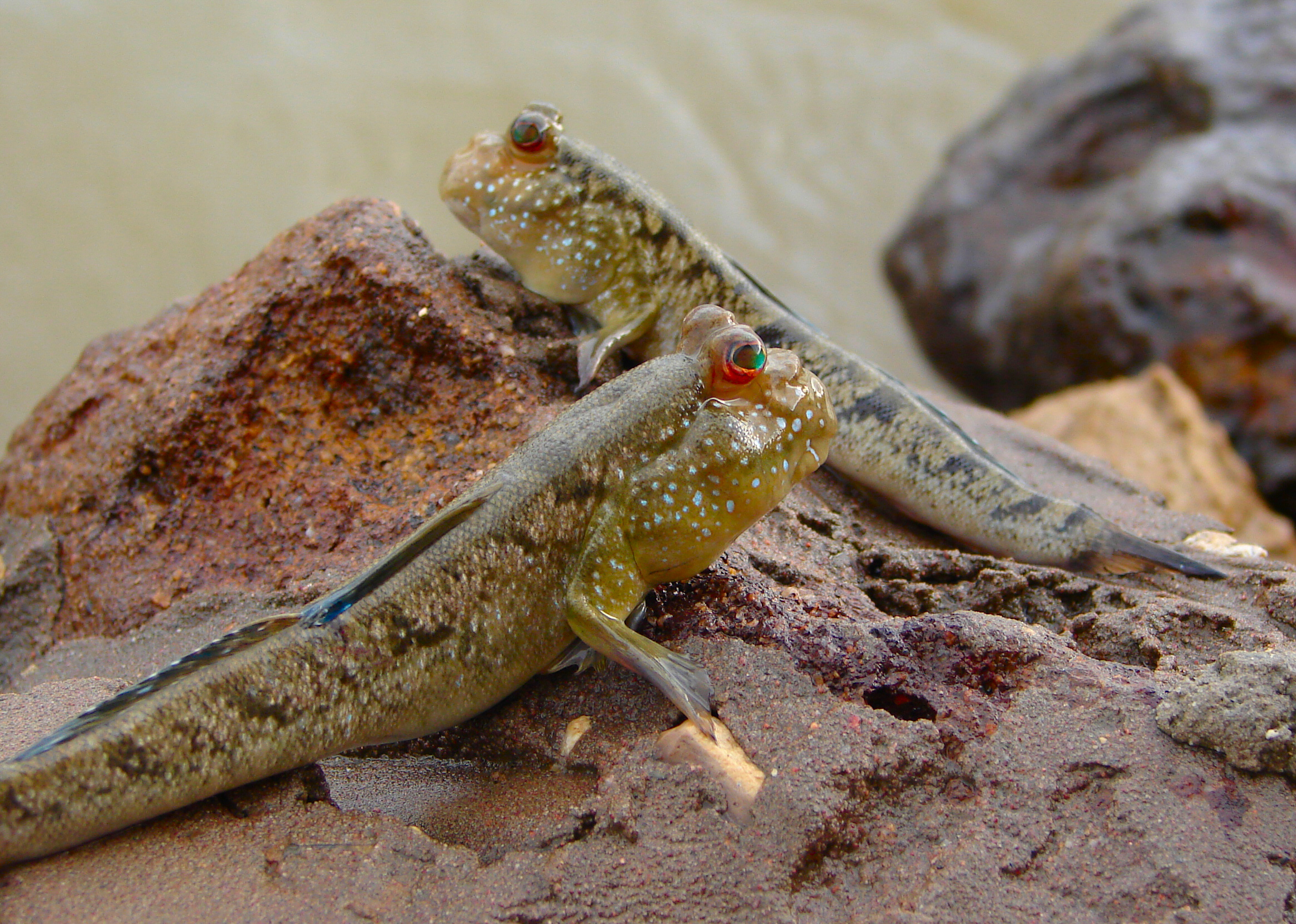
弹涂鱼是沿海红树林和潮汐滩环境中常见的两栖鱼类

- 两栖鱼类，比如可以呼吸空气的肺鱼、弹涂鱼、跳弹鳚、攀鲈、多鳍鱼、斑纹隐小鳉、合鳃鱼等，以及在潮间带产卵的滑银汉鱼和斑光蟾鱼
- 两栖动物，特指可以长时间陆生的蛙类[註 1]。
- 水生爬行动物，比如鳄类、龟类、水蛇和海鬣蜥
- 各类水鸟，特别是企鹅、游禽和涉禽
- 适应水边生活的哺乳动物，比如：
  - 啮齿目的河狸、麝鼠、水鼠和水豚
  - 鼩鼱目的俄罗斯麝鼹、水鼩鼱和水麝鼩
  - 单孔目的鸭嘴兽
  - 食肉目的鳍足类、水獺和北极熊
  - 偶蹄目的河马、駝鹿

### 无脊椎动物
- 有水生习性的节肢动物

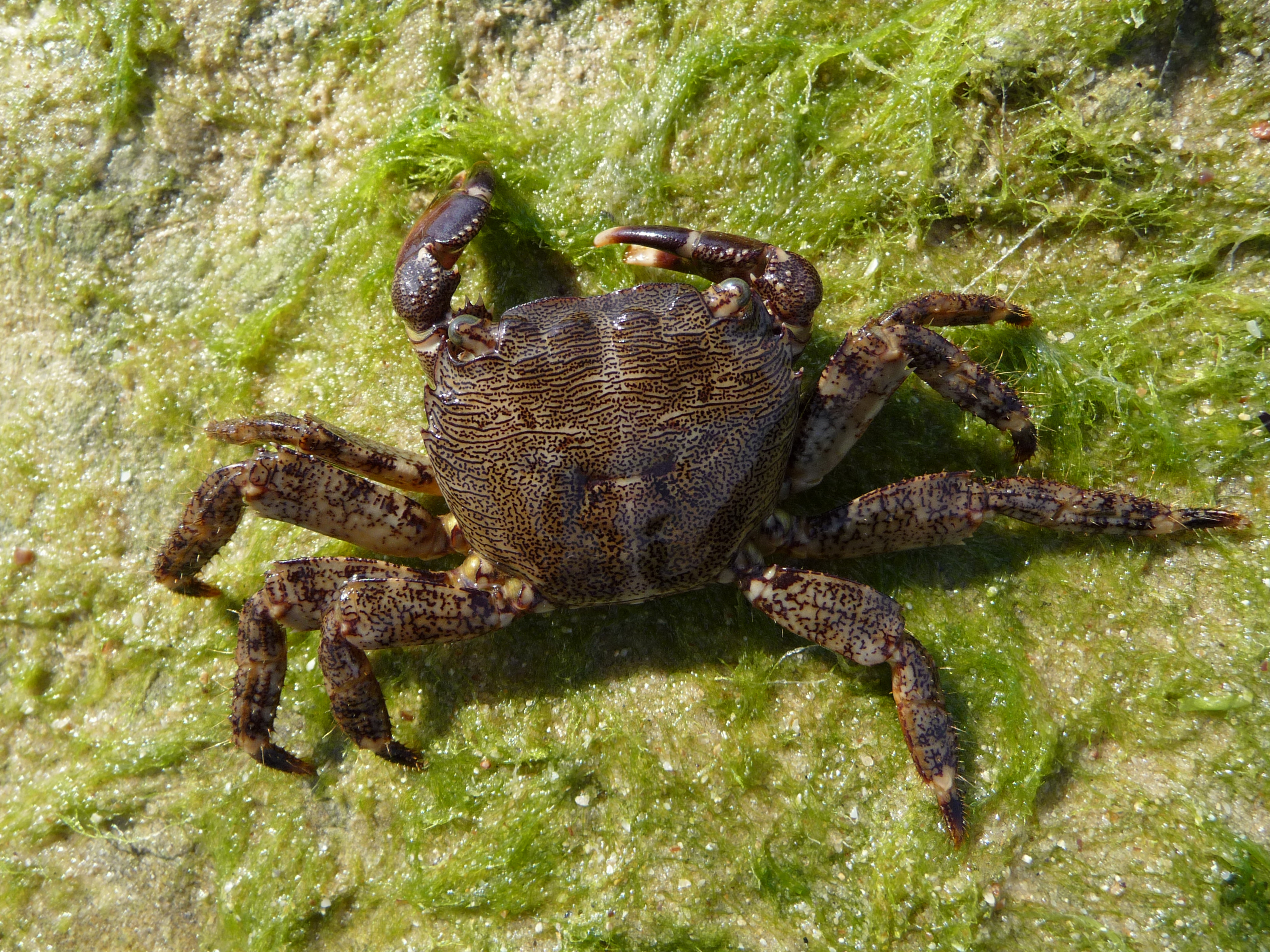
云斑厚纹蟹，一种半水生蟹

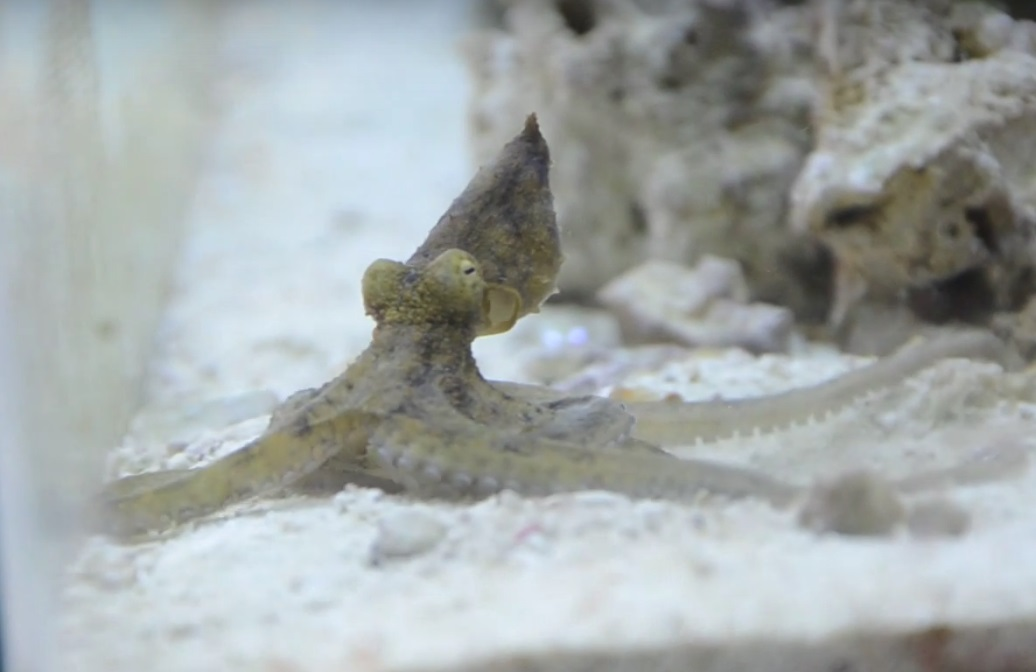
刺断腕蛸是世界上唯一被确认经常上岸捕食的一种章鱼

  - 不完全局限于水中的水生昆虫，比如幼虫在水中生长但成虫为陆生的蜻蜓、豆娘和蜉蝣、主要在水面活动的水黽、海蝽、划蝽和仰蝽，以及真正意义上的两栖昆虫（比如尖蛾科的一些毛虫和生活在香港沿海的一种棘山蚁）[註 2]。
  - 半陆生的软甲纲甲壳动物，比如许多蟹类[註 3]、鳌虾，以及一些潮间带的端足类、等足目和藤壶
  - 鲎类通常在潮间带产卵，幼体也生活在泥滩中
  - 一些蜘蛛，比如捕鱼蛛，但不包括完全水生的水蛛
  - 一种新发现的两栖蜈蚣Scolopendra cataracta
- 潮间带的棘皮动物，比如头盔海胆和赭色海星
- 一些两栖的环节动物
- 软体动物
  - 头足纲的一些章鱼，特别是刺断腕蛸（Abdopus aculeatus）
  - 腹足纲的欧洲帽贝，以及一些淡水螺和海螺
  - 潮间带红树林枝干上的两扇贝，比如难解不等蛤
  - 潮间带的石鳖，比如西印度石鳖
- 潮间带的一些扁形动物[5]

## 半水生植物

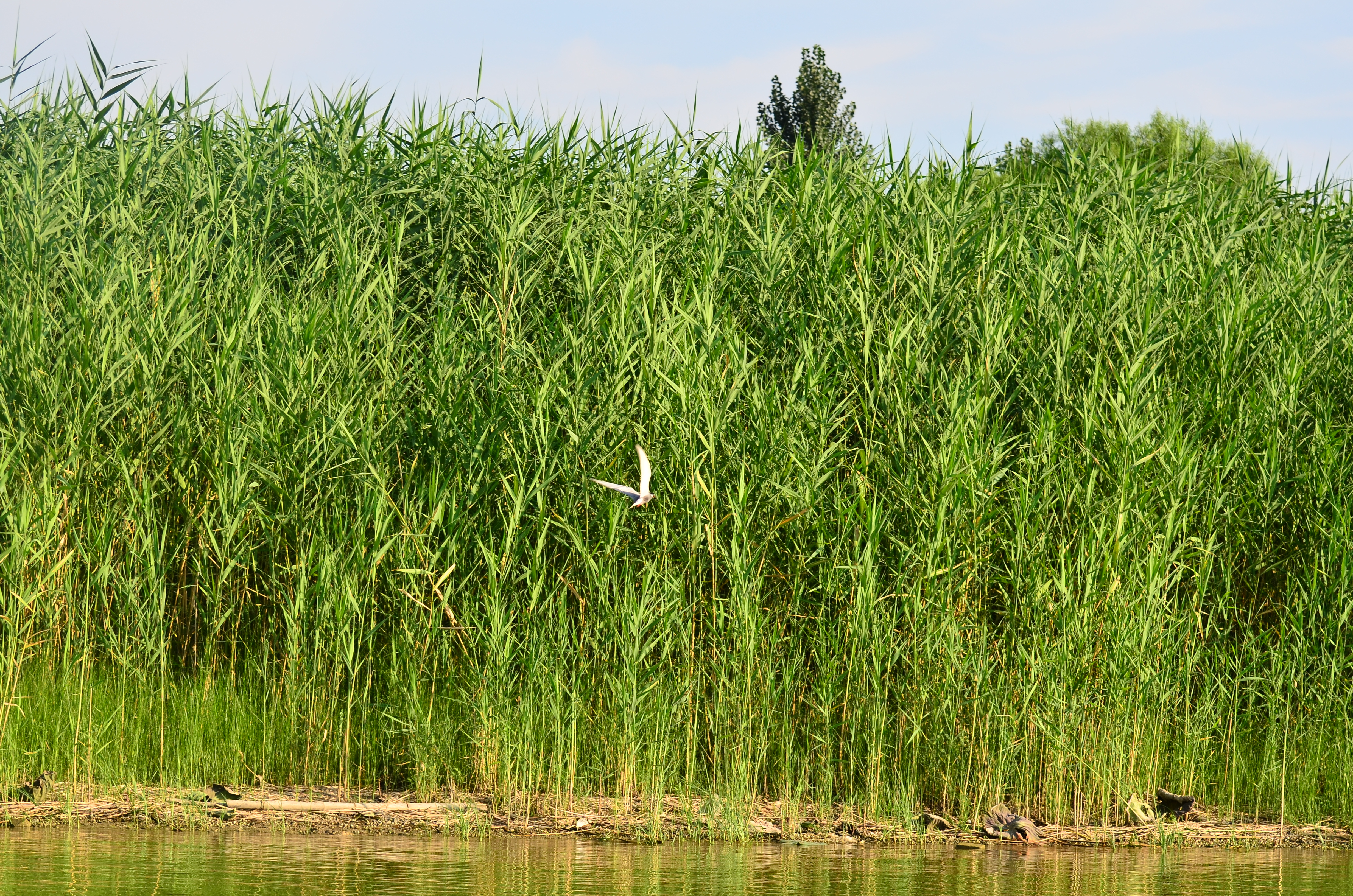
芦苇，最常见的一种半水生植物

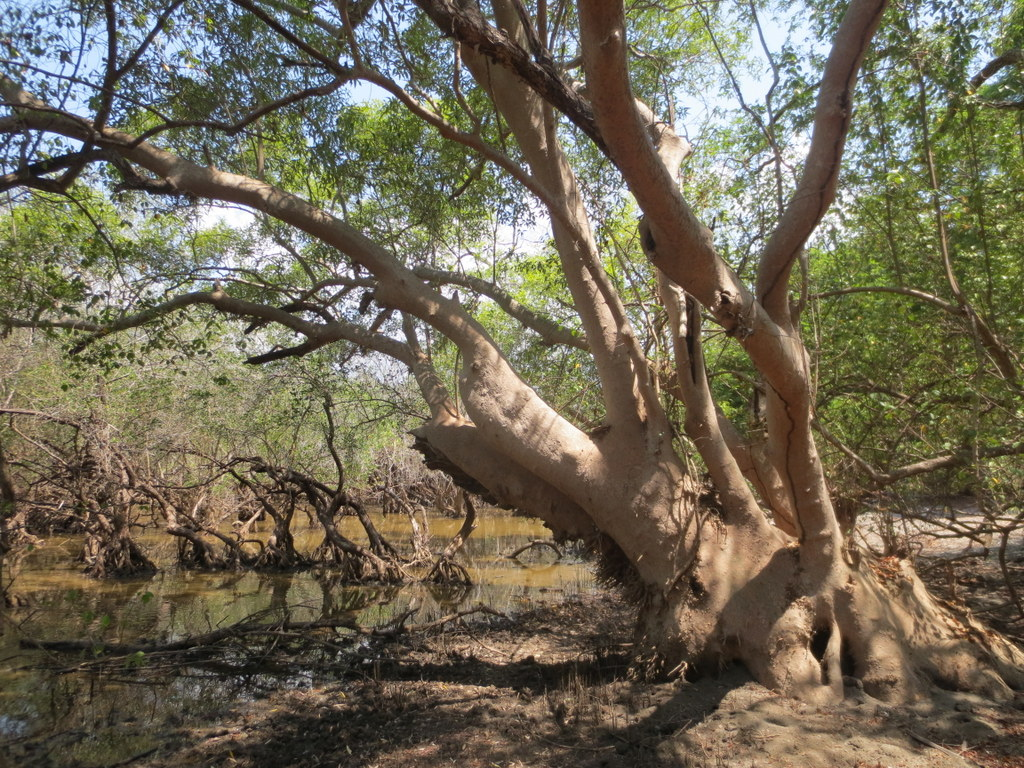
海茄苳，印度洋-太平洋海域红树林常见的一种半水生被子植物

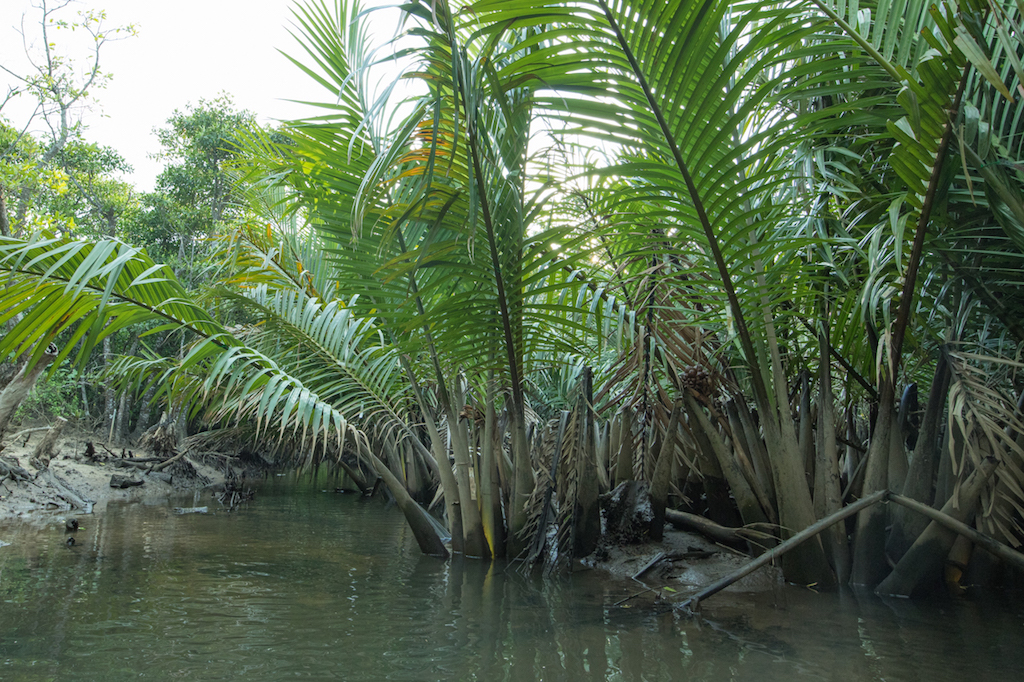
水椰是棕榈科唯一的水生物种

半水生植物主要指有胚植物，不包括被水位变化冲到岸上的绿藻

### 种子植物
- 湿地被子植物，比如各类红树林物种、芦苇、蕹菜、大薸和整个睡莲目
- 湿地裸子植物，比如池杉

### 蕨类植物
- 槐叶苹目的田字草
- 木贼目的溪木贼
- 水韭目的水韭
- 石松目的小石松

### 藓类植物
- 泥炭藓目的大叶泥炭藓
- 地钱目的钱苔

## 注解
1. ↑  无足目的蚓螈虽然通常也依水而居，但却是在河岸带的潮湿土壤内穴居，并且有四分之三的种类是胎生完全不需要靠近水体进行繁殖[1]。
2. ↑  至少一种螳螂——细齿圣役螳（Hierodula tenuidentata）——会在水边投机性的捕鱼[2]
3. ↑  严格来说，除了少数能在陆上产卵的品种（比如相手蟹科的吸血鬼蟹[3]，以及方蟹科和溪蟹科的一些成员[4]）外，大部分陆生螃蟹都应划入半水生范畴， 因为它们都需要回到水中产卵。